# Ethel y Julius Rosenberg
Ethel Greenglass Rosenberg (Nueva York; 28 de septiembre de 1915-Ossining, Nueva York; 19 de junio de 1953) y Julius Rosenberg (Nueva York; 12 de mayo de 1918-Ossining, Nueva York; 19 de junio de 1953) fueron un matrimonio estadounidense ejecutado en la silla eléctrica acusados de espionaje. Fue la primera ejecución por espionaje de civiles en la historia de Estados Unidos.

## Espionaje, condena y ejecución
Nacidos en el seno de una familia judía, Julius Rosenberg era ingeniero eléctrico, mientras su esposa Ethel era aspirante a actriz y cantante. Ambos formaron parte de la Young Communist League, las juventudes del Partido Comunista de los Estados Unidos.
El origen del juicio y ejecución de este matrimonio hay que buscarlo en las filtraciones de secretos nucleares acontecidas tanto en el centro de investigación nuclear de Los Álamos como en la Universidad de Berkeley, donde existía un importante sector simpatizante de la izquierda, especialmente entre los científicos. Un antiguo maquinista del centro súper-secreto de Los Álamos, el sargento David Greenglass, hermano de Ethel, confesó haber pasado secretos a los soviéticos y acusó asimismo a su hermana y al esposo de ésta, confesión que condujo directamente hacia el matrimonio Rosenberg, que fue detenido, acusado y juzgado por espionaje.
Ciertas o no las acusaciones de espionaje, ambos fueron ejecutados en virtud de la Ley de Espionaje de 1917, que dictaba pena de muerte para este tipo de delitos en tiempo de guerra, si bien en el momento de haberse cometido el supuesto espionaje, Estados Unidos no estaba en guerra con la Unión Soviética. Al comparar este caso con otros de la misma índole, resueltos con penas mucho más leves a pesar de existir pruebas más concluyentes, como el caso de Klaus Fuchs, condenado a 14 años de prisión tras haber espiado a los Estados Unidos en favor de la Unión Soviética, se observa un mayor agravio, impulsado por el ambiente anticomunista y el miedo imperante en la sociedad estadounidense a un inminente enfrentamiento con la Unión Soviética, lo que habría originado el «Mccarthismo». Hay que considerar que en esa época se vivía la guerra de Corea (25 de junio de 1950 al 27 de julio de 1953). Este era un conflicto entre Corea del Norte (comunista) y Corea del Sur (capitalista), pero a la vez era una guerra no oficial entre Estados Unidos y la Unión Soviética, en el contexto de la Guerra Fría. Es por ello que, en el juicio, se acusó al matrimonio Rosenberg de haber revelado los secretos de la bomba atómica a los soviéticos, dando lugar al equilibrio nuclear con los soviéticos y se les hizo responsables de las numerosas bajas estadounidenses durante la guerra de Corea.
Ambos fueron finalmente ejecutados en la silla eléctrica el 19 de junio de 1953, y, de acuerdo con las crónicas del caso, aunque Julius murió a la primera descarga, su esposa Ethel, a pesar de ser una mujer más pequeña y supuestamente frágil, resistió hasta tres descargas eléctricas antes de fallecer, hecho del que se responsabilizó al diseño de la silla, construida para una persona de mayor envergadura y cuyos electrodos al parecer no se ajustaban «adecuadamente» al cuerpo de la mujer.
Años después, en 2001, David Greenglass, hermano de Ethel, quien pasó 10 años en prisión y que había sido sentenciado a solo 15 años de condena por su confesión y colaboración, manifestó haber acusado falsamente a su hermana. En las memorias de Nikita Jruschov, publicadas póstumamente en 1990, el ex primer ministro soviético alaba al matrimonio Rosenberg por su "muy significativa ayuda en acelerar la producción de nuestra bomba atómica", pero los analistas creen que la validez de su aporte no pudo ser tan importante. En 1995, luego de finalizada la Guerra Fría, diversas investigaciones del FBI y de los servicios de inteligencia estadounidenses, integradas en el «Proyecto Venona», parecen haber encontrado evidencias de que Julius Rosenberg trabajaba para los servicios de espionaje soviéticos, pero no así su esposa Ethel.

## Homenajes al matrimonio
La condena a muerte del matrimonio Rosenberg causó manifestaciones mundiales de rechazo de todo tipo. En Argentina, el poeta José Pedroni escribió unos versos para Ethel, que luego el cantor popular Jorge Cafrune grabó con su propia voz. En La Habana, Cuba, se erige un monumento al matrimonio en un parque en la intersección de las avenidas Paseo y Zapata. Consiste en una pared a ladrillo vivo y la silueta en cemento del busto de medio perfil de ambos. En el libro de Carmen Posadas La maestra de títeres también se hace mención de la condena del matrimonio.

## En la cultura popular
- El matrimonio Rosenberg aparece en el libro El invierno del mundo, de Ken Follett, en el cual también se mencionan su ejecución y su supuesta labor de espionaje, filtrando secretos nucleares a un espía soviético.
- Igualmente, los Rosenberg aparecen en la novela de Paul Auster 4 3 2 1, cuando Francie, prima de Fergunson, va a visitarle y llega llora por lo que ella cree que es la injusta muerte del matrimonio.
- También son mencionados en la novela de Sylvia Plath La campana de cristal, en El cuaderno dorado de Doris Lessing y en Réquiem por el Este, de Andreï Makine.
- La novela El libro de Daniel, de E.L. Doctorow, se basa en este hecho histórico.
- El hecho aparece, también, como eje central de la tercera novela de Robert Coover, La hoguera pública.
- Uno de los personajes del libro de Joël Dicker "La verdad sobre el caso Harry Quebert" habla de la ejecución del matrimonio.
- Se menciona al matrimonio Rosenberg como traidores a Estados Unidos en la película de 2015 Bridge of Spies.[8]
- Ethel hace una aparición como un "fantasma" en la obra teatral Angels In America, del año 1996.
- Aparecen nombrados en el episodio de la serie televisiva animada Los Simpson "The Color Yellow", de la temporada 21, cuando enumeran familiares con mala reputación.
- También Bob Dylan se hizo eco del asunto en 1983 componiendo la canción "Julius and Ethel".[9]
- En el segundo episodio de la tercera temporada de la serie The Good Fight se hace mención al matrimonio y a Roy Cohn.
- David Foster Wallace menciona a los Rosenberg en el cuento "Di nunca", incluido en el libro La niña del pelo raro (The Girl with Curious Hair, 1988).
- En You've Got Mail (1998) Frank Navasky [Greag Kinnear] es de acuerdo a Patricia Eden [Parkey Posey] "el mayor experto sobre Julia y Ethel Rosenberg https://youtu.be/mHI74CZEDbI
- La ejecución es mencionada en el tercer episodio de la primera temporada (Secretos y Mentiras) [10]de la serie  Monarch: el legado de los monstruos.
- Pablo Picasso realizó en 1953 una litografía de 38.5 cm x 57 cm en memoria del matrimonio.[11]
- Así también lo hace la poeta americana Adrianne Rich, con el poema titulado "For Ethel Rosenberg[12]".
- El poeta argentino José Pedroni le dedicó el poema "A Ethel Rosenberg"
- En el octavo episodio (Red Glare) de la segunda temporada de la serie Cold Case se menciona al matrimonio como parte de la actividad anticomunista de los años 50.
- Son mencionados al inicio de la segunda estrofa en la canción "We Didn't Start the Fire" del cantante Billy Joel.

## Noticias relacionadas
La Radio Nacional de España dedicó un programa al matrimonio Rosenberg en el aniversario de su ejecución en la cárcel de Sing Sing. 